# Krkonošské muzeum Vrchlabí
Krkonošské muzeum Vrchlabí (KMV) je muzejní instituce, sídlící v krkonošském městě Vrchlabí. Jeho zřizovatelem je Správa Krkonošského národního parku, hlavní budovou je objekt bývalého konventu augustiniánského kláštera (od listopadu 2023 otevřena po rozsáhlé rekonstrukci nová expozice Hlavní návštěvnické centrum KRNAP Muzeum Krkonoš), menší expozice jsou umístěny v historické zástavbě.

## Historie

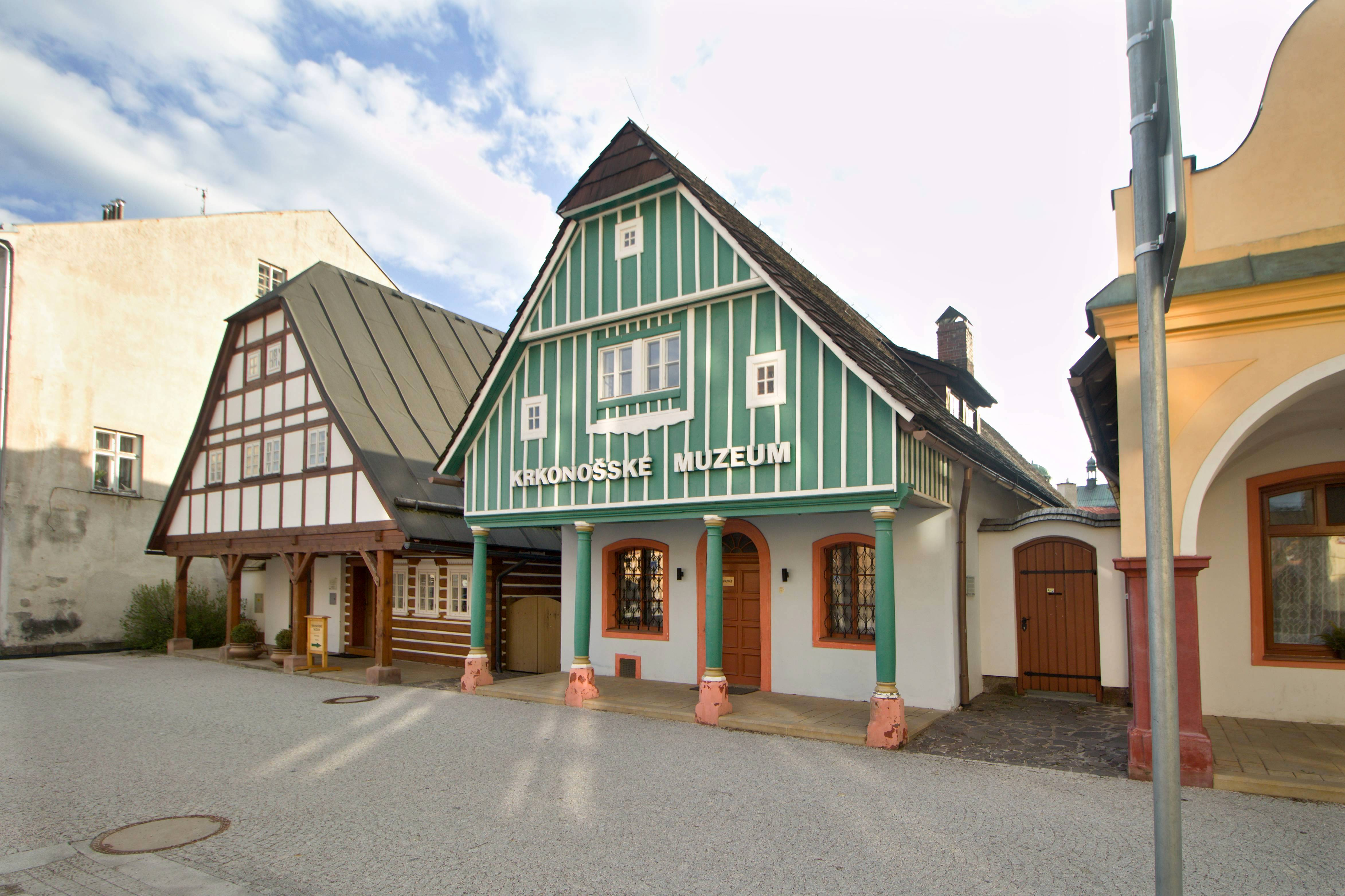
Expozice Krkonošského muzea na náměstí Míru, Vrchlabí.

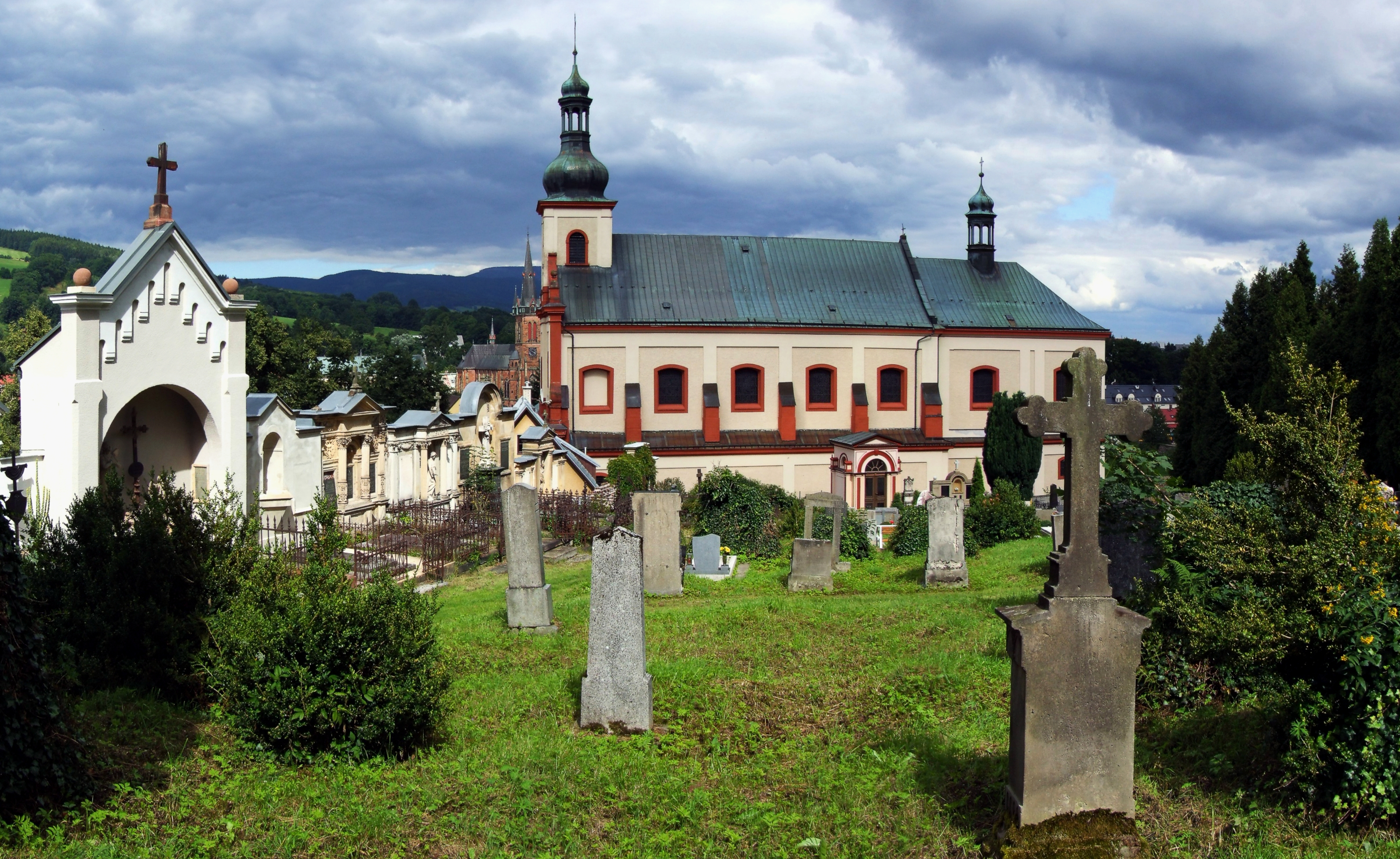
Klášter augustiniánů ve Vrchlabí, sídlo muzea

Základem muzejních sbírek byla knihovna, založená roku 1881. Samotné muzeum v této převážně německy mluvící části Krkonoš bylo založeno v roce 1883 jako Riesengebirgsmuseum, tj. muzeum rakouského (později německého) krkonošského spolku se sídlem ve Vrchlabí. Prvním kustodem muzea byl zvolen správce knihovny, vynikající botanik a zoolog Viktor Cypers von Landrecy. Po shromáždění řady exponátů byly první sbírkové fondy otevřeny pro veřejnost v budově bývalého městského špitálu, a to spolu s knihovnou a obrazovou galerií.
Bývalé nemocniční prostory ale rychle rostoucímu sbírkovému fondu, ať už expozičnímu nebo archivnímu, za několik let přestaly stačit. Spoluzakladatel muzea dr. Karel Schneider o situaci jednal s úřady, nakonec byla zvolena varianta využití části budov místní komunity řeholníků Řádu obutých augustiniánů: ti sice protestovali proti jednostranně vynucenému aktu, ale poté, co byl páter Johann Fischer zatčen gestapem, zbaven svěcení a poslán na východní frontu, byl do Vrchlabí převelen nový páter Siegfried Back a ten již nátlaku ustoupil. Roku 1941 tak nalezly muzejní sbírky důstojné a reprezentativní prostory v celém prvním patře augustiniánského kláštera, kde zůstaly i po skončení druhé světové války. Roku 1945 byly spolkové sbírky zestátněny a jejich národním správcem se stal vlastivědný pracovník a redaktor Emil Flégl.
V roce 1950 došlo v rámci Akce K k internování zbylé komunity vrchlabských augustiniánů (pokud nebyli „odsunuti“ již dříve) a zbytek konventu, tj. obytné a hospodářské prostory v přízemí a suterénu, připadly státu. Po převedení budovy na muzeum začala několikaletá adaptace nových místností, přitom však byla zničena velká část původní barokní výzdoby i mobiliáře. Muzeum v nové podobě se pro veřejnost otevřelo v roce 1958: byly zde expozice národopisu, cechů a řemesel, uměleckého průmyslu, ručního tkalcovství, lidového umění, krkonošské přírody, Horské služby a turistiky, dobovou samozřejmostí byla expozice dějin dělnického hnutí a KSČ, své místo nalezla také obrazárna Krkonoš. Roku 1966 přešlo KMV pod Správu KRNAP a vznikla také expozice Krkonošského národního parku.
Vzhledem k provozním podmínkám a postupujícímu chátrání bývalého konventu bylo muzeum roku 1967 uzavřeno – posledním impulsem byla stavební havárie poté, co ze střechy kostela sjela na střechu konventu masa sněhu a prorazila jeho střechu i strop. Rekonstrukce budov byla sice důkladná, ale značně zdlouhavá. Jeden z dodavatelů dokonce v době podzimních dešťů opustil budovu s rozebranou střešní krytinou a došlo k poškození sbírek zatékající vodou. Až v roce 1978 byl zprovozněn první funkční celek: pracovny, knihovna a laboratoře v prvním patře. V roce 1980 byly zprovozněny moderní depozitáře v podkroví konventu.
Teprve v roce 1984 došlo i na nejvíce očekávanou část: výstavní prostory v přízemí a suterénu, který byl důkladně odvlhčen. V budově kláštera tak byly dne 28. dubna 1984 otevřeny pro veřejnost expozice, které se staly jedním z největších turistických magnetů východních Čech a za více než 33 let provozu je navštívilo více než 1 milion zájemců:
- „Kámen a život“: moderně pojatá audiovizuální expozice se nalézala na ploše téměř 1.000 m² v celkem 14 místnostech a byla vhodná zejména pro návštěvníky s dětmi. Zdůrazňovala jedinečnost a nenahraditelnost přírody Krkonoš v evropském i světovém měřítku a zaobírala se i obecnými přírodními zákonitostmi, od vysvětlení hlavních dějů v horské přírodě po sérii význačných ukázek krkonošských ekosystémů. Kromě vitrín, výstavek, fotografií a projekcí byly součástí expozice i ukázky živé přírody – akvárium s modelem horského potoka, doupného stromu nebo terária, obsahující místní rostliny a živočichy od bezobratlých po ptáky. Pro tuto expozici byla doporučena skupinová prohlídka s průvodcem, základní program trval 100 minut.
- „Člověk a hory“: historie osídlování Krkonoš zaujímala křížovou chodbu konventu a sledovala působení člověka na přírodu od 13. do 19. století, v části „Život lidu krkonošského“ až do II. světové války. Tematicky a prostorově začínala výstava kolonizací podhůří, následovalo pronikání člověka za lesním i nerostným bohatstvím hor, rozvoj hutnictví, sklářství, horského zemědělství a turistiky, souběžně s tím byl sledován i rozvoj racionálního hospodářství, přírodovědectví a samozřejmě se nezapomínalo ani na Krakonoše, legendárního ducha a pána hor. Výstavu symbolicky uzavírala futurologická pohlednice Sněžky (proděravělé železničním tunelem a spoutané horskou silnicí), která už počátkem 20. století přesvědčivě předjímala bezohledný rozvoj cestovního ruchu.

Téměř čtvrtstoletí trvající opravy klášterního komplexu vyvrcholily dokončením rekonstrukce přilehlého kostela sv. Augustina v roce 1990. Hned v následujícím roce byl v souvislosti s církevními restitucemi klášter vrácen augustiniánskému řádu, ten jej však nehodlal využívat a prodal jej dosavadnímu uživateli, tj. Správě KRNAP.
Mezitím také pod KMV přibyl soubor tří štítových domů na Krkonošské ulici, které byly rekonstruovány v letech 1976–80 a v letech 2009–10 doplněny o repliku čtvrtého domu s hrázděným štítem.

## Současnost

### Budova kláštera – Muzeum Krkonoš
Klášterní část muzea prošla v letech 2017–2023 rozsáhlou rekonstrukcí. Před rekonstrukcí byla naposledy otevřena dne 8. října 2017. Následně byly sbírky deponovány a administrativní prostory přestěhovány tak, aby mohla začít rozsáhlá rekonstrukce celého areálu. Původně bylo znovuotevření coby Muzeum Krkonoš – Návštěvnické centrum Krkonošského národního parku plánováno na rok 2021. Nakonec se termín posunul na rok 2023. Záměrem bylo dostat KMV mezi nejlepší a nejnavštěvovanější expozice v Evropě. 
Muzeum Krkonoš disponuje 2 500 m2 expoziční plochy. Prezentuje několik témat: Krkonoše od vzniku prvních hornin po současnost, Krkonoše ovlivňované lidmi a lidé ovlivňovaní Krkonošemi, největší ekologické katastrofy v Krkonoších, tekoucí vodu jako exponát s chovem živých zvířat i štolu historického dolu. Součástí expozice je Zajímavostí je schodiště ve tvaru DNA. V expozici je k vidění model mohyly Hanče a Vrbaty či sklenářovické kapličky, modely pralesa, krkonošské arkto-alpinské tundry i historické mapy. V muzeu se rovněž nacházejí prostory pro dočasné výstavy a kavárna. Muzeum je otevřeno denně kromě pondělí.
Výstavba včetně vybavení stála 340 mil. Kč. Součástí rekonstrukční akce byla výměna veškerých technologií v přízemí i prvním patře budovy někdejšího kláštera. Proběhla kompletní výměna kanalizace, podlah, oprava omítek i statické zajištění některých částí objektu. Došlo k obnově nádvoří a výstavbě vstupního objektu v podobě skály od Romana Kouckého a zavedení bezbariérového přístupu. Nová expozice mimo jiné dokumentuje příběh Krkonoš s ohledem na soužití člověka s jedinečnou přírodou.
V bývalé klášterní zahradě se od roku 1997 nachází útulek pro poraněná divoká zvířata, jehož provozovatelem je také Správa KRNAP.

### Historické domky
V historických domcích sídlí tyto expozice:
- národopisné expozice „Z tvorby krkonošského lidu“ a „Z dějin města Vrchlabí“ (čp. 224)
- informační centrum Správy KRNAP (čp. 223)
- „otevřený depozitář dokladů tradiční truhlářské a textilní výroby“ (čp. 222a)
- dočasné tematické výstavy (čp. 222)

## Sbírka
Sbírka je evidována v Centrální evidenci sbírek ministerstva kultury ČR jako Sbírka Krkonošského muzea ve Vrchlabí (kód MVR/002-05-10/217002). V současné době (2024) obsahuje více než 42 tisíc inventárních čísel. Dále se člení do těchto podsbírek:
- Archeologická
- Botanická
- Etnografická
- Fotografie, filmy, videozáznamy a jiná média
- Geologická
- Historická
- Knihy
- Mapy
- Zoologická
- Výtvarného umění[10]

## Návštěvnost
| Rok  | Celková návštěvnost | Muzeum Krkonoš, Vrchlabí | Krkonošské muzeum Vrchlabí (historické domky) | Krkonošské muzeum Jilemnice | Šindelka Harrachov | Památník zapadlých vlastenců v Pasekách nad Jizerou | Poznámka                                                            |
| ---- | ------------------- | ------------------------ | --------------------------------------------- | --------------------------- | ------------------ | --------------------------------------------------- | ------------------------------------------------------------------- |
| 2013 | 58 568              | ?                        | ?                                             | ?                           | ?                  | ?                                                   |                                                                     |
| 2014 | 64 030              | ?                        | ?                                             | 24 672                      | 8 537              | 4 340                                               |                                                                     |
| 2015 | 51 445              | ?                        | ?                                             | 21 504                      | 9 217              | 4 753                                               |                                                                     |
| 2016 | 59 880              | 11 253                   | 10 869                                        | 22 056                      | 10 045             | 5 657                                               |                                                                     |
| 2017 | 48 899              | 8 832                    | 8 439                                         | 21 536                      | 8 436              | 1 256                                               | uzavření Krkonošského muzea ve Vrchlabí v klášteře pro rekonstrukci |
| 2018 | 38 176              | x                        | 11 607                                        | 18 112                      | 8 086              | 371                                                 | ve Vrchlabí otevřeny jen historické domky                           |
| 2019 | 44 429              | x                        | 11 102                                        | 19 681                      | 8 299              | 5 347                                               | ve Vrchlabí otevřeny jen historické domky                           |
| 2020 | 30 301              | x                        | 8 293                                         | 12 753                      | 5 464              | 3 791                                               | ve Vrchlabí otevřeny jen historické domky                           |
| 2021 | 23 095              | x                        | 5 360                                         | 10 962                      | 4 199              | 2 574                                               | ve Vrchlabí otevřeny jen historické domky                           |
| 2022 | 37 378              | x                        | 10 979                                        | 14 772                      | 6 645              | 4 982                                               |                                                                     |
| 2023 | 47 266              | 5 996                    | ?                                             | 17 962                      | 6 653              | 4 939                                               | otevření Muzea Krkonoš po rekonstrukci                              |
| 2024 | 69 628              | 43 584                   | ?                                             | 15 011                      | 6 379              | 4 165                                               |                                                                     |